# Федір Криницький
Фе́дір Миха́йлович Крини́цький (1630-ті, Басань — 12 серпня 1678, Чигирин) — український військовий і державний діяч доби Гетьманщини. Генеральний писар реґіменту гетьмана Івана Брюховецького (1667-1668), гадяцький полковник (1672-1678).

## Походження
Походив із давнього (відомий з 1400 року) червоноруського зем'янського роду Криницьких гербу Сас, представники якого були землевласниками у Дрогобицькому повіті Перемиської землі. Одна з гілок роду на початку XVII століття отримала значні володіння на Переяславщині.
Теодор Криницький, власник Басані, у 1633-1641 був підстолієм Чернігівського воєводства. 1638 призначений сеймом комісаром для встановлення меж між Чернігівським і Київським воєводствами.

## Життєпис
Онук Теодора Федір Михайлович народився у 1630-х у Басані. Отримав добру освіту. Вперше згаданий у документах у липні 1663 — як полковий писар столичного Гадяцького полку. На той момент вже мав перебувати у близькому оточенні гетьмана Івана Брюховецького. Згідно з В. Кривошеєю, мав тісні зв'язки із Запорізькою Січчю.
У наступні роки перейшов до Генеральної військової канцелярії, де працював канцеляристом під керівництвом генерального писаря Степана Потребича-Гречаного. 1665 той був знятий з уряду після поїздки до Москви, де Гречаний займав промосковську позицію та де-факто вів сепаратні перемови із представниками царя.
Не пізніше 1667 уряд генерального писаря посів Криницький. У січні 1668 він взяв участь у старшинській раді в Гадячі, яка ухвалила рішення про початок військового спротиву Московії. Після вбивства Брюховецького, за однією з версій, продовжив працювати у ГВК реґіменту наказного гетьмана Дем'яна Ігнатовича. Водночас, є дані, що у 1670 мешкав у Гадячі.
Обраний гадяцьким полковником на раді у Козачій Діброві поблизу Конотопа у червні 1672. На цьому уряді підписав Конотопські статті. «На ранг» отримав містечко Рашівку, місто Комишню, села Грем'ячку, Остапівку, Березову Луку.
Очолював полк у походах на Правобережжя проти П. Дорошенка у 1674-1676. 1676 присягнув на вірність новому царю Федорові Олексійовичу. Влітку 1678 взяв участь у другій обороні Чигирина від османських військ. Згідно зі щоденником Патріка Гордона, Криницький прибув до Чигирина 12 травня на чолі 4 тисяч «добре озброєних на свій лад» козаків. Гадяцький полк зайняв оборону у Нижньому замку. 12 серпня під час бою з турками гадячани та стародубці були змушені відступати та потрапили у тисняву на мосту через Тясмин. Частину козаків знесло у річку. Серед загиблих був і полковник Федір Криницький, якого Гордон називає «большим храбрецом».
Перед тим, як вирушити у Чигирин, Криницький склав тестамент, який засвідчили козацькі старшини, що були кумами або приятелями полковника. Це генеральний осавул Леонтій Полуботок, генеральний суддя Павло Животовський, значні військові товариші Іван Мазепа та Михайло Самойлович.

## Родина
Був одружений із Тетяною Романовською (? — після 1729), сестрою чи донькою генерального підскарбія Романа Ракушки-Романовського (?). Після смерті чоловіка постриглась у черниці до Гадяцького Красногірського монастиря під іменем Тарасія. 1709 її маєтки («ліс і лука під селом Крутками, хутір, гребля, на якій млин із чотирма колами») захопив гадяцький полковник Іван Чарниш. 1718 Чарниш компенсував Тарасії та її сину Івану вартість захопленого майна.
Згідно з уцілілим уривком тестаменту Федора Криницького, він мав двох синів і доньку, які у 1678 були ще неповнолітніми.
- Син Андрій — засновник гілки шляхетського роду Криницьких гербу Топор, хорунжий Генеральної військової артилерії у 1687.